# Улица Балтахинова (Улан-Удэ)
У́лица Балтахи́нова (бур. Балтахиновай гудамжа) — улица центральной, исторической части города Улан-Удэ. Названа в честь командира бурятского партизанского отряда времён Гражданской войны — Павла Балтахинова.

## География улицы
Протяжённость улицы — 1200 метров. Проходит с юга на север от Удинского моста до соединения с Коммунистической улицей под мостом-путепроводом «проспект Победы — Почтамтская улица». Пересекается с улицами Набережной (через клеверную развязку у моста) и Куйбышева (последняя проходит над улицей Балтахинова перпендикулярно через путепровод; второй путепровод идёт от улицы Куйбышева и проходит над улицей Балтахинова на Удинский мост). С западной стороны к улице примыкают улицы Банзарова, Кирова, Каландаришвили. С северо-восточной стороны улицы, в её северной части, расположен парк «Мемориал Победы», а также примыкает ответвление от улицы Куйбышева, так называемый Шефский подъём. Ранее пересекалась с улицей Свердлова, но ныне проезда с неё не существует. Нумерация зданий от Удинского моста.

## Транспорт
Улица Балтахинова является одной из главных транспортных артерий Улан-Удэ и на всём протяжении имеет 6-полосную автодорогу, а также трамвайные пути. Здесь проходят маршруты № 1, 2, 4 улан-удэнского трамвая, маршрутных такси и автобусов. В 2019 году остановку «Еврозона» перенсли ближе к ТЦ «Galaxy». В 2020 остановку «ул. Кирова» ликвидировали. Для городского транспорта существуют 2 остановочных пункта: «Центральный рынок» и ТЦ «Galaxy» (название для остановки в южном направлении)/«Мемориал Победы» (название для остановки в северном направлении) для трамваев, автобусов и маршруток. Над остановкой «Центральный рынок» проведён пешеходный крытый виадук, идущий также под Шефским подъёмом. На всём протяжении над улицей проходят три путепровода (просп. Победы и две с ул. Куйбышева) и один под улицей (Удинским мостом) (Набережная ул.). Со стороны улицы Балтахинова отходит односторонняя дорога на развязку ул. Куйбышева — просп. Победы, именуемая Шефским подъёмом.

## История улицы
Улица появилась в 1830-е годы. Изначально улица называлась Мокрослободской, из-за прохождения её по топкой местности, и на которой, вероятно, находилась «мокрая слобода», то есть жилая городская окраина рядом с водоёмом. В старые времена на месте этой улицы находилось болото, остаток старицы реки Уды. До конца 1970-х гг., за исключением района Центрального рынка и пересечения с ул. Куйбышева, здесь располагались только одно- и двухэтажные деревянные дома, автомобильного движения практически не было, ходил только трамвай. Вплоть до конца 1990-х и начала 2000-х годов на проезжем полотне улицы то и дело выпучивались бугры, приводя в негодность асфальт, которые на данный момент исчезли. Тем не менее, после обильных дождей и ливней, а также после таяния снегов, на улице скапливается много воды, говоря о том, что местность здесь низинная. На протяжении многих лет городская администрация боролась с топкой местностью, засыпая мягкий грунт, асфальтируя и выкачивая воду. На сегодняшний день ситуация на улице благополучная — дороги ровные, проложена ливневая канализация.
13 июня 1924 года улица была переименована в Монгольскую. В апреле 1940 года улица была названа именем П. С. Балтахинова.
В конце 1980-х годов на улице началось строительство здания, превратившееся в долгострой, который достроили лишь в начале 2000-х годов (ул. Балтахинова, № 17) — сейчас там находятся торгово-деловой комплекс «Удинский пассаж», офисы муниципальных и государственных учреждений. Здание построено на сваях из-за болотистой местности, что нехарактерно для Улан-Удэ. В начале 2000-х годов на низменную территорию парка «Мемориал Победы» был насыпан большой объём грунта, на которой впоследствии появились фонтан (реконструированный и увеличенный в 2016 году), вымощены тротуары, установлены скамейки, посажены газоны, деревья и клумбы с цветами.
Вплоть до конца 1990-х и начала 2000-х годов на улице Балтахинова, на территории парка «Мемориал Победы», ставилась главная новогодняя ёлка Улан-Удэ. Ныне её, вместе с ледовым городком, устанавливают на площади Советов.

## Памятники истории
21 декабря 2019 года на улице возле парка «Мемориал Победы» торжественно открыли памятник маршалу Константину Рокоссовскому, восседающему на коне. Памятник отлит из бронзы, а постамент позднее облицован гранитом.

## Здания
№ 5 — 6-этажное административное здание, в котором расположены отель, ресторан и кафе;

№ 9 — Центральный рынок (2 этажа);

№ 13 — Деловой центр «Европа» (10 этажей);

№ 15 — Культурно-торговый комплекс «Galaxy» (5 этажей);

№ 17 — Торгово-деловой комплекс «Удинский пассаж» (4 этажа);

№ 17, корпус 1 — Кафе (1 этаж);

№ 30 — Салон цветов (2 этажа);

№ 32 — 2-этажное административное здание, в котором расположены ресто-клуб, банкет-холл, летняя терраса и гриль-бар;

№ 36 — Жилой дом с административными помещениями (11 этажей, 3 подъезда);

№ 40 — Салон цветов (1 этаж);

№ 38 — здание школы в декабре 2023 снесено;

## Городская инфраструктура
- Между проспектом Победы и улицей Балтахинова (по восточной её стороне) расположен парк «Мемориал Победы» с фонтаном, дорожками, скамейками, газонами и клумбами. По другую сторону улицы находятся торгово-развлекательные центры, банки, магазины и др.
- На улице расположен Центральный рынок, первый рынок в Улан-Удэ.